# MahaNakhon
Le King Power Mahanakhon (en thaï : คิง เพาเวอร์ มหานคร), appelé MahaNakhon avant 2018, est un gratte-ciel de 314,2 mètres de haut construit en 2016 à Bangkok (Thaïlande). Il se trouve à proximité de la station Chong Nonsi du SkyTrain de Bangkok sur la ligne Silom.
Sa construction, signée Bouygues Thai Ltd, a coûté 620 millions de dollars et a débuté en 2011. C'est à son achèvement en août 2016, la plus haute construction de la ville et du pays. En avril 2018, il est racheté par le groupe King Power et prend son nom actuel,. Actuellement, en 2024, c'est la deuxième plus haute construction de la ville et du pays, derrière le gratte-ciel Magnolia Waterfront Residences de l'Icon Siam (318 m).
Le King Power Mahanakhon comprend 75 étages, où se trouvent des logements, des magasins, des bars, des restaurants, un hôtel avec 154 chambres et un point d’observation. Son architecture, signée par l'Allemand Ole Scheeren pour OMA (Office for Metropolitan Architecture), évoque une image pixélisée, qui semble en cours de téléchargement.
Le dernier étage occupé se situe à 299 m (981 pieds) du sol. C'est un lieu idéal pour observer Bangkok d'en haut avec la possibilité de se promener sur la passerelle "dans le vide" à 300 m de hauteur sur un sol entièrement vitré.